# 肇庆医学院
肇庆医学院（英語：Zhaoqing Medical College），是一所位于中国广东省肇庆市的公办医学类本科高校。学校隶属于广东省教育厅。

## 历史
1958年，学校前身广东省高要卫生学校成立，中山医学院高要分院参与学校的教学工作。
1961年，更名广东省肇庆专区卫生学校。
1981年，更名广东省肇庆卫生学校。
2004年，经教育部批准，升格为肇庆医学高等专科学校，简称“肇庆医专”。
2023年8月，广东省教育厅发布公示，拟向教育部申报肇庆医学高等专科学校为基础设置肇庆健康医学院。
2024年6月，升格为普通本科高校，更名为肇庆医学院。

## 院系设置
- 马克思主义学院
- 人文学院
- 基础医学院
- 临床医学院
- 中医学院
- 口腔医学院
- 护理学院
- 药学院
- 医学技术学院
- 公共卫生学院
- 继续教育学院

## 附属医院
- 肇庆医学院第一附属医院[4][5][6]（肇庆市第一人民医院）
- 肇庆医学院第二附属医院（肇庆市口腔医院）
- 肇庆医学院附属中医医院[7]（肇庆市中医院、南方医科大学附属肇庆中医院[8]）